# Olga Dmitrijewna Karassjowa
Olga Dmitrijewna Karassjowa, geb. Charlowa (russisch Ольга Дмитриевна Карасёва geb. Харлова; * 24. Juli 1949 in Moskau, Russische SFSR, Sowjetunion) ist eine ehemalige russisch-sowjetische Kunstturnerin und Olympiasiegerin.

## Sportliche Karriere

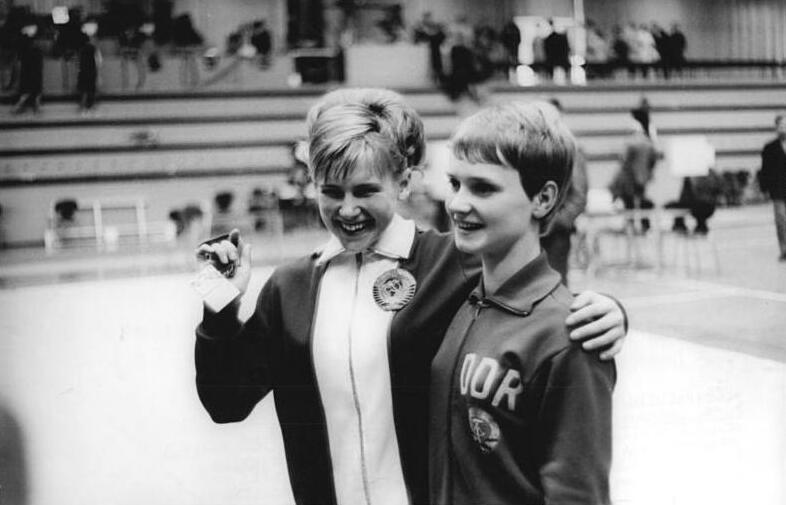
Olga Karassjowa und Karin Janz bei den Europameisterschaften 1969

Olga Karassjowa gehörte im Alter von 19 Jahren der sowjetischen Riege bei den Olympischen Spielen 1968 in Mexiko-Stadt an und gewann zusammen mit Ljubow Burda, Natalja Kutschinskaja, Larissa Petrik, Sinaida Woronina und Ljudmila Turischtschewa den Mannschaftswettbewerb.
Bei den Weltmeisterschaften 1970 gewann sie erneut Gold mit der sowjetischen Mannschaft. Außer Tamara Lasakowitsch, die Natalja Kutschinskaja ersetzt hatte, waren die gleichen Turnerinnen wie 1968 Mitglied des Teams. Zudem gewann sie die Silbermedaille am Boden. 1966 war sie mit der sowjetischen Mannschaft Vizeweltmeisterin.
Bei den Europameisterschaften 1969 gewann die mehrfache sowjetische Meisterin Karassjowa fünf Medaillen, darunter die Goldmedaille am Boden.

## Leben nach dem Sport
Karassjowa arbeitete seit 1976 als Schiedsrichterin und Dolmetscherin beim sowjetischen Sportkomitee. 1968 spielte sie eine Nebenrolle im sowjetischen Film Nowenkaja.

## Privates
Karassjowa war mit dem russischen Turner und olympischen Silbermedaillengewinner von 1968 Waleri Karassjow verheiratet, dann mit Jurij Kowalenko und später heiratete sie Oberstleutnant a. D. Michail Lifirenko.

## Auszeichnungen (Auswahl)
- 1970:  Verdienter Meister des Sports der UdSSR[4]